# 切羅基鎮區 (阿肯色州夏普縣)
切羅基鎮區（英語：Cherokee Township）是位於美國阿肯色州夏普縣的一個行政鎮區。

## 地方資料
切羅基鎮區的面積為38.49平方千米，當中陸地面積為36.98平方千米，而水域面積為1.51平方千米。根據2010年美國人口普查的數據，當地共有人口4129人，而人口密度為每平方千米107.27人。